# Басыров, Валерий Магафурович
Вале́рий Магафу́рович Басы́ров (род. 11 сентября 1947, пос. Старая Сама, Ивдельский горсовет, Свердловская область, РСФСР, СССР) — советский, украинский, российский поэт, прозаик, переводчик, журналист, книгоиздатель. Председатель правления Общественной организации «Союз писателей Республики Крым», директор общества с ограниченной ответственностью «Издательство „Доля“» (Симферополь).

## Биография
Родился 11 сентября 1947 года на Урале в посёлке Сама. Мать — украинка с польскими корнями Свишевская Валентина Антоновна (1924—1996). Отец — татарин Басыров Магафур Сабирович (1915, д. Старая Васильевка — 1997), участник Великой Отечественной войны, награждён орденами Красной Звезды, Отечественной войны I и II степеней. Когда сыну исполнился год, Магафур Басыров ушёл из семьи.
В 1965 году окончил школу № 4 в городе Славуте Хмельницкой области, родном городе матери, куда семья вернулась с Северного Урала. С детства занимался боксом, шахматами, увлекался фотографией, играл в драмкружке, писал стихи. К литературе Валерия пристрастил его учитель Ерёмов Василий Семёнович. Окончив школу,  проработал год судовым разметчиком в Херсоне, такелажником на судоремонтном заводе, отслужил в войсках ПВО Советской Армии в Азербайджанской ССР. Там впервые проявились его журналистские способности.
По возвращении в Славуту случайная встреча с первым секретарём райкома ЛКСМУ привела его на работу инструктором промышленного отдела, откуда он спустя год уволился по собственному желанию, решив, что его предназначение — журналистика. Стал работать в районной газете «Трудівник Полісся» («Труженик Полесья») корреспондентом, затем её редактором.
В 1976 году окончил Литературный институт им. М. Горького (семинар Н. Н. Сидоренко, позднее — В. Д. Цыбина). Член Союза писателей СССР (1990), Национальных Союзов журналистов (1971) и писателей (1990—2005, 2012—2014) Украины. Член Крымского республиканского творческого союза «Крымская ассоциация писателей» (2005—2010), Союза писателей Крыма (2006—2020), Международного Сообщества Писательских Союзов (2008—2020), общественной организации «Крымскотатарский ПЕН-клуб» (1999—2010), Всеукраинского творческого союза «Конгресс литераторов Украины» (2005), Европейского конгресса литераторов (2013), общественной организации «Союз писателей Республики Крым» (2014), общероссийской общественной организации «Союз переводчиков России» (2015), Ассоциации «Парнас — г. Каникатти» (Италия) (2019).
Редактировал газеты г. Нетешина («Энергостроитель», 1981—1983), г. Славуты («Труженик Полесья», 1983—1990) и г. Хмельницкого («Свободное слово», 1990—1992). Учредитель и редактор газет «РИО», «РИО-2», «Акция» (1990—1992). Учредитель экспериментальных издательских объединений «Вестник» (1989), «Пресс-центр „Пульс“» (1990), Хмельницкого экспериментального издательского добровольного объединения «АЗиЯ» (1992), учредитель и директор издательства «ДОЛЯ» (1997-по н/в), директор Всеукраинского государственного многопрофильного издательства «Таврия» (2007), главный редактор журнала «Доля» (1991), главный редактор журнала Союза писателей Республики Крым «Крым» (2012-по н/в), редактор газеты Благотворительного еврейского центра (БЕЦ) «Хесед Шимон» «Хаверим» («Друзья») (2014–2015), редактор отдела в редакции газеты «Мераба» («Здравствуйте») (2020-по н/в), собственный корреспондент журнала «Наш Крым» (2020–по н/в).
С 1988 года занимается книгоиздательским делом. Издал около 2000 книг профессиональных и начинающих литераторов, множество альманахов и журналов общим тиражом более 3 млн экземпляров. Книга стихов Валерия Басырова «Нечаянная оттепель» в 1989 году была издана в издательстве «ДОЛЯ» за 48 часов, что стало рекордом в СССР по времени прохождения печатной продукции от типографии до книготорговой сети.
В 1991 году основал частный историко-краеведческий и литературно-художественный журнал «Доля» (русский, украинский, английский, польский языки) и «Долька» (приложение к «Доле», 2017), в 2001 году — журнал для детей «Йылдызчыкъ—Зірочка» (крымскотат. и укр. языки), в 2017 — Центр современного художественного перевода «Таврида».
В Крыму проживает с 1997 года.

## Семья
Валерий Басыров был женат на Басыровой (Собищанской) Виктории Северьяновне (1951—2013) — художнице. У них две дочери: Басырова Наира Валерьевна (родилась в 1971 году), Басырова Валерия Валерьевна (1977—2018), два внука и внучка.

## Общественная деятельность
В 1990 году возглавил Славутское городское отделение организации «Народный Рух Украины за перестройку», был зарегистрирован кандидатом в народные депутаты Верховного Совета УССР по Славутскому избирательному округу № 406 от 10 января 1990 года. Победил в двух турах голосований. Но в результате подтасовки голосов депутатом стала Архипова А. Г., первый секретарь Славутского горкома КПУ.
Организатор митингов в защиту экологии, против расширения Хмельницкой АЭС. К примеру, митинг в Нетешине 27 августа 1989 года собрал на местном стадионе около 10 тысяч человек. Вели его Валерий Басыров и Николай Руцкий, выступал генерал-лейтенант Вилен Мартиросян.
Во время путча 1991 года В. Басыров, к тому моменту избранный председателем областного отделения Союза журналистов Украины, обратился к коллегам с призывом защитить демократию. Но поддержки не получил и сложил полномочия председателя.
Непримиримый критик и оппонент Владимира Яворивского, украинского политика, председателя НСПУ (2001—2011). Написал две книги о его порочной деятельности: «Хроніка однієї зради» («Хроника одного предательства», 2006 г.) и «Народжені для ганьби» («Рождённые для позора», 2009 г.)
Является Академиком Крымской литературной академии (2005), член-корреспондентом Украинской технологической академии — отделение «История и философия» (2006), академиком Украинской технологической академии — отделение «Искусство и литература» (2012), председателем Крымскотатарского Пен-клуба (1999), Крымской республиканской организации НСПУ (2003—2005), Крымского республиканского творческого союза «Крымская ассоциация писателей» (2005), Крымской республиканской организации Всеукраинского творческого союза «Конгресс литераторов Украины» (2007), сопредседатель Всеукраинской общественной организации «Конгресс литераторов Украины» (2005), заместитель председателя Всеукраинского творческого союза «Конгресс литераторов Украины» (2007—2009), член правления Европейского конгресса литераторов (2011 — н/в), председатель Союза писателей Республики Крым (2014 — н/в).
Издательство «Доля» в 2014 году провело конкурс молодых поэтов, пишущих на русском и украинском языках. Сборник лауреатов конкурса «Дебют» был издан в 2015 году за счёт личных средств Валерия Басырова и вручён авторам из России и с Украины.

## Творческая деятельность
В. Басыров автор многих коллективных сборников, вышедших в России, Италии, Швеции, Турции, Украине, 12 поэтических книг (1988–2012), 10 книг прозы (1991–2022) и 8 книг переводов (1992–2013) с польского, новогреческого, крымскотатарского, турецкого, украинского, арабского языков.
Произведения В. М. Басырова переводились на азербайджанский, английский, итальянский, немецкий, крымскотатарский, польский, татарский, турецкий, украинский, французский, шведский языки, язык урду. Более десяти лет жизни отдал работе над первым в мире переводом на украинский язык смыслов «Корана», выпустил 4 издания святой для мусульман книги.
Перевёл художественные произведения с польского, украинского, татарского, новогреческого, турецкого, крымскотатарского языков и издал их отдельными сборниками.
Изложил современным русским языком труд протоиерея Е. Сицинского «Южнорусское церковное зодчество» (1991).

### Книги
Автор коллективных сборников:
| Название                                                 | Год издания             |
| -------------------------------------------------------- | ----------------------- |
| «Пісня і праця»                                          | 1974                    |
| «Мы строим свою страну»                                  | 1982                    |
| «Сто поезій ста поетів»                                  | 1992                    |
| «Ностальгия»                                             | 2002                    |
| «Поэтическая карта Крыма»                                | 2004                    |
| «Къарылгъычлар дуасы» («Молитва ласточек». Книга первая) | 2005                    |
| «Къарылгъычлар дуасы» («Молитва ласточек». Книга вторая) | 2006                    |
| «Юрьев день»                                             | 2007 ISBN 966-7082-03-2 |

Сборники поэзии:
| Название                                                    | Год издания            | Издательство                                                                              |
| ----------------------------------------------------------- | ---------------------- | ----------------------------------------------------------------------------------------- |
| «Тепло земли»                                               | 1988                   | Львов                                                                                     |
| «Нечаянная оттепель»                                        | 1989                   | Славута                                                                                   |
| «Симбиоз»                                                   | 1995                   | Хмельницкий                                                                               |
| «Виток»                                                     | 1995                   | Хмельницкий                                                                               |
| «Этап»                                                      | 1995                   | Хмельницкий)                                                                              |
| «Забытая нежность»                                          | 1997                   | Симферополь                                                                               |
| «Дыхание ранней росы»                                       | 1997, 2004, 2009, 2010 | Хмельницкий, Симферополь ISBN 978-8584-29-5 ISBN 978-966-366-166-7 ISBN 978-966-366-659-3 |
| «Ропот одиночества»                                         | 2003                   | Симферополь ISBN 966-7980-70-7                                                            |
| «Светла моя печаль… — Къайгъым айдын…»                      | 2008                   | Симферополь ISBN 978-966-366-139-1                                                        |
| «Шумит и пенится Салгир…»                                   | 2009                   | Симферополь ISBN 978-966-366-286-2                                                        |
| «Вересневий блюз»                                           | 2010                   | Сімферополь ISBN 978-966-366-207-7                                                        |
| «Лишь бы песня моя не смолкала — Let my song sound always…» | 2012                   | Симферополь ISBN 978-966-366-565-8                                                        |

Сборники прозы
| Название                      | Год издания | Издательство                       |
| ----------------------------- | ----------- | ---------------------------------- |
| «Тогда, в пятидесятых…»       | 1991, 2002  | Хмельницкий, Симферополь           |
| «Повесть о мраке»             | 1991        | Хмельницкий, ISBN 966-8295-18-8    |
| «Тень тишины»                 | 2003        | Симферополь ISBN 966-8295-18-8     |
| «Хроніка однієї зради»        | 2006        | Сімферополь ISBN 978-966-366-214-7 |
| «Іван Іов. Яким я знав його»  | 2008        | Сімферополь                        |
| «Народжені для ганьби»        | 2009        | Сімферополь ISBN 978-966-366-242-8 |
| «Сплюшка — Sleepy head»       | 2012        | Симферополь ISBN 978-966-366-564-1 |
| "Раскаяния праведника"        | 2018        | Симферополь ISBN 978-9908730-9-4   |
| "Я не был гостем на Земле..." | 2021        | Симферополь ISBN 978-5-6046691-5-0 |
| "Лето в Ковиде..."            | 2022        | Симферополь ISBN 978-5-6045180-4-5 |
| "Не потакай своей Судьбе..."  | 2022        | Симферополь ISBN 978-5-6045180-3-8 |

Переводы:
| Название | Год издания | Издательство                           | оригинальный язык                                    |
| --- | ----------- | -------------------------------------- | ---------------------------------------------------- |
| сб. поэзий «К земле Обетованной»                                                                                            | 1992        | Хмельницкий                            | с польского                                          |
| «Алтарь бытия» | 1995        | Хмельницкий                            | с украинского, польского, татарского, новогреческого |
| «Диалоги, или Факсимиле ветра» (Яннис Рицос)                                                                                | 1997,2001   | Хмельницкий, Симферополь 966-7637-66-2 | с новогреческого                                     |
| «Кримськотатарське образотворче і декоративно-прикладне мистецтво ХХ ст. (Генезис, еволюція, сучасний стан)» (Ісмет Заатов) | 2002        | Сімферополь                            | с крымскотатарского                                  |
| «Волги красное течение…» (Шевкий Бекторе)                                                                                   | 2003        | Симферополь ISBN 966-8295-85-4         | с турецкого                                          |
| «Воспоминания о голоде» (А. Ильмий, А. Айвазов, У. Ипчи)                                                                    | 2007        | Симферополь ISBN 978-966-366-090-5     | с крымскотатарского                                  |
| «Сліди від крил» (Ніхат Оздал)                                                                                              | 2013        | Симферополь ISBN 978-966-366-614-3     | с турецкого                                          |

Изложил современным русским языком труд протоиерея Е. Сицинского «Южно-русское церковное зодчество» (1991, Хмельницкий).
Соавтор научно-популярных очерков «Славута» (1981, Львов), «Славута. Нетешин» (1991, Славута).
Произведения В. Басырова переводились на украинский, крымскотатарский, татарский, турецкий, польский, английский, немецкий, французский, итальянский, азербайджанский языки, язык урду.

## Награды и премии
Лауреат Хмельницких областных премий им. атамана Якова Гальчевського «За подвижничество в создании государства» и им. поэта Владимира Булаенко "За книгу поэзии «Виток» (1996), им. поэта Ивана Иова (2007), премии Совета министров Автономной Республики Крым «За создание многонационального издательства „ДОЛЯ“ и выпуск в свет 500 наименований книг на русском, украинском и крымскотатарском языках» (2001), премии Международного сообщества писательских союзов им. Владимира Даля «За книги последних лет» (2006), лауреат Международной литературной премии имени Тараса Шевченко (2011), лауреат премии Международного содружества писательских союзов им. Григория Сковороды (2012), лауреат международной литературной премии имени Арсения Тарковского «За весомый творческий и благотворительный вклад в развитие русской поэзии Украины» (2012), победитель II Международного конкурса переводов тюркоязычной поэзии «Ак Торна» («Белый журавль») (2012). Лауреат шестого Международного фестиваля литературы и культуры «Славянские традиции-2014» «За заслуги в литературной деятельности» (2014). Лауреат Всероссийской литературной премии имени Александра Грина за значительный вклад в романтику литературы для юношества (2014). Победитель специальной премии имени Расула Гамзатова в рамках Международного поэтического конкурса «Парнас — Анджело ла Веккья» (Италия, 2018). Лауреат пятнадцатой Артиады народов России в номинации «Литература. Взрослая лига. Гильдия профессионалов» за философскую и патриотическую лирику последних лет, пронизанную болью за несовершенство мира и размышлениями над вечными вопросами бытия (2019).
Указом Патриарха Киевского и всей Руси-Украины Филарета за заслуги в деле возрождения духовности в Украине награждён Орденом Святого Равноапостольного князя Владимира Великого III-й степени (2007). За заслуги в развитие науки, образования, промышленности и искусства награждён серебряным юбилейным орденом Украинской Технологической Академии (2008), орденом «Золотая звезда славы» (2012). За весомый вклад в развитие государства, отмечая личные заслуги в отрасли искусства и литературы, решением Президиума Украинской технологической академии присвоено звание «Лидер Украины» с вручением ордена Серебряная Звезда (2011).
В 2010 г. издательство «ДОЛЯ», возглавляемое В. Басыровым, получило статус-награду «Предприятие 2010 года» с соответствующим свидетельством лидера экономики Украины, а В. Басыров — сертификат «Руководитель 2010 года». За весомый вклад в развитие г. Славута (Хмельницкая обл.) награждён знаком «За заслуги перед славутчанами» (2012). Награждён медалью первопечатника Ивана Фёдорова «За заслуги в полиграфии и издательском деле» (2012) и памятной медалью «200 лет М. Ю. Лермонтову» (2015), серебряной медалью Первого Международного литературного фестиваля «ЛиФФт» «За партнёрское участие в фестивале Союза писателей Республики Крым» (2016). медалью имени Евгения Замятина за успехи на литературной и культурной ниве Липецкого регионального отделения общественной организации «Союз писателей России» (2018).
В Берлине на Германском Международном литературном конкурсе «Лучшая книга года» специальным дипломом «Лучшее издательство года» отмечено крымское издательство «Доля» за международный детский проект «Долька» (директор Валерий Басыров, главный редактор Ольга Прилуцкая) (2018).
Награждён  Почётным знаком дружбы народов «Белые журавли России» (2018).
Награждён Памятным знаком «Золотой олень» Восточно-Крымского историко-культурного музея-заповедника за плодотворную деятельность по подготовке и проведению масштабных мероприятий города Керчи (2019).
Решением Правления Межрегионального союза писателей В. М. Басыров награждён международной литературной премией имени Михаила Матусовского за весомый вклад в развитие современного литературного процесса.(2017).
Заслуженный деятель искусств Республики Крым (2020).